# Reserva Maquipucuna
Die Reserva Maquipucuna (englisch Maquipucuna Cloud Forest Reserve) ist ein Naturschutzgebiet in Ecuador. Es umfasst 6.000 ha und liegt in der Provinz Pichincha. Das Regenwald-Schutzgebiet liegt der Hauptstadt Quito am nächsten. Das Reservat umfasst Primärwald und Sekundärwald im Bereich der Wolken- und Nebelwald-Region und im Kirchspiel (parroquia) Nanegal im Kanton Quito (Distrito Metropolitano de Quito).

## Geographie
Das Reservat erstreckt sich über vier verschiedene Habitat-Zonen zwischen 900 und 2,785 m Meereshöhe im Gebiet des Chocó-Andean Corridors. Ein bedeutender Fluss, der von Osten kommend nach Norden verläuft ist der Río Pichán, ein rechter Nebenfluss des Río Alambi. Im Osten erstreckt sich das Waldgebiet von Cachillacta und in der Nähe liegt das Schutzgebiet Reserva Geobotánica Pululahua.
Die Region beheimatet einen immensen Artenreichtum und gilt al einer der fünf wichtigsten Biodiversitäts-Hotspots weltweit.

## Flora & Fauna
Maquipucuna beherbergt 4 % der Vogelarten weltweit, unter anderem Tukan-Bartvogel (Semnornis ramphastinus), Andenfelsenhahn (Rupicola peruvianus), Leistenschnabeltukan (Andigena laminirostris), Streifen-Faulvogel (Micromonacha lanceolata), Schiefergrauer Ameisenvogel (Myrmeciza nigricauda), Anden-Bartvogel (Eubucco bourcierii) und den Goldkopftrogon (Pharomachrus auriceps).
Mindestens 45 Arten von Säugetieren, darunter Gürteltiere (armadillo), Ameisenbären, Agutis, Wickelbär (kinkajou), Puma, sowie 19 Arten Fledertiere und Brillenbären wurden beobachtet. Der Brillenbär ist vor allem während der Reifezeit einer kleinen Avocado-Art im November und Dezember anzutreffen.
Die Froschart Hyloxalus maquipucuna wurde 1995 in Maquipucuna erstbeschrieben und ist bisher nur aus dem Reservat bekannt.

### Pflanzen
Mehr als 2.000 Pflanzenarten wurden im Reservat gezählt. Der Biologe Grady L. Webster bezeichnete Maquipucuna daher als das 'the crown jewel of the Andes' (Kronjuwel der Anden) und Quito als die „world capital of biodiversity“ (Welthauptstadt der Biodiversität).

## Geschichte
Archäologische Funde bezeugen, dass in der Vor-Inkazeit (vor 1400) das Volk der Yumbo in dem Gebiet lebte. Es gibt Pfade, Grabstätten und Keramikfunde. Der Hauptpfad verläuft wahrscheinlich nach Cachillacta, dem „Salzland“. Bis um 1500 war dieses ein Hauptlieferant für Salz im Herrschaftsgebiet von Quito.